# Margaretha Susanna Kayser
Margaretha Susanna Kayser född  i mars 1690 i Hamburg, död 1774 i Stockholm, i äldre källor ofta felaktigt kallad Elisabeth Keijserin, känd som Mme Kayser eller Die Kayserin, var en tysk operasångerska (sopran). Hon var under en tid svensk hovsångerska och omtalad för sitt förhållande med Fredrik I.

## Biografi
Margaretha Susanna Kayser var utomäktenskaplig dotter till operasångaren Johann Heinrich Vogel. Hon gifte sig 1706 med operasångaren och oboisten Johann Kayser, som 1729 övergav henne och avled i Ryssland 1767.
Margaretha Susanna Kayser var fram till 1729 verksam i sin hemstad Hamburg, där hon 1716 blev den första kvinnan att framträda i Hamburger Dom. Mellan 1709 och 1715 framträdde hon också med framgång vid hovet i Hessen-Darmstadt. Johann Ulrich König tillägnade henne en dikt. Hon var 1721–1723 verksam i Danmark. Mellan 1724 och 1737 var hon verksam vid Gänsemarkt opera i Hamburg, från 1729 som regissör. Hon var därefter en tid känd som konsertsångerska. År 1746 nämns hon som medlem i Pietro Mingottis kringresande teatersällskap, som året därpå anlände till Danmark, där de tillbringande flera år. Från Danmark tycks hon ha kommit till Sverige.
Under Fredrik I:s regeringstid kom hon till Sverige, där hon engagerades som sångerska vid hovet och fick sin lön från staten. Hon ska ha varit svensk hovsångerska från 1755. Enligt gammal tradition ska hon ha ryktats vara monarkens älskarinna och påstås ha fått ett barn med honom: åtminstone den senare uppgiften är inte trovärdig med tanke på hennes ålder. Enligt en omtalad historia ska hon ha varnat kungen för att Operalokalen börjat brinna mitt under en föreställning och därmed ha räddat honom, en historia som möjligen är en skröna, men som blev välkänd i historien kring henne.
År 1772–1773, då Gustav III skulle organisera den svenska Operan och sökte efter vokalister, beskrevs hon som 70 år gammal och otjänlig, men hon uppbar då fortfarande statlig lön som hovstångerska: 
"På stat aflönades italienska sångerskorna Gallodier och Uttini, men deras år, deras figur, deras språk - allt talade mot dem. En Tyska, fru Keijserin, hvilken äfven var betald som sångerska, men i sin ungdom spelat en mycket angenämare roll, var 70 år gammal och otjänlig." 